# Monaeses israeliensis
Monaeses israeliensis är en spindelart som beskrevs av Levy 1973. Monaeses israeliensis ingår i släktet Monaeses och familjen krabbspindlar. Inga underarter finns listade i Catalogue of Life.